# 扬尼斯·赫里萨菲斯
扬尼斯·赫里萨菲斯（希臘語：Ιωάννης Χρυσάφης，1873年3月30日—1932年10月12日），希腊男子竞技体操运动员。他曾代表Ethnikos Gymnastikos Syllogos队获得1896年夏季奥运会体操比赛男子团体双杠季军。